# جاردن سيتي
جاردن سيتي هي شياخة من شياخات حي غرب القاهرة، أسسه الخديوي إسماعيل بالقرب من فندق سميرميس ليعيش به الطبقة العليا من المجتمع لاستقبال و ضيافة الأجانب عند افتتاح قناة السويس، وقد صُمم الحي بحيث تكون شوارعه دائرية.

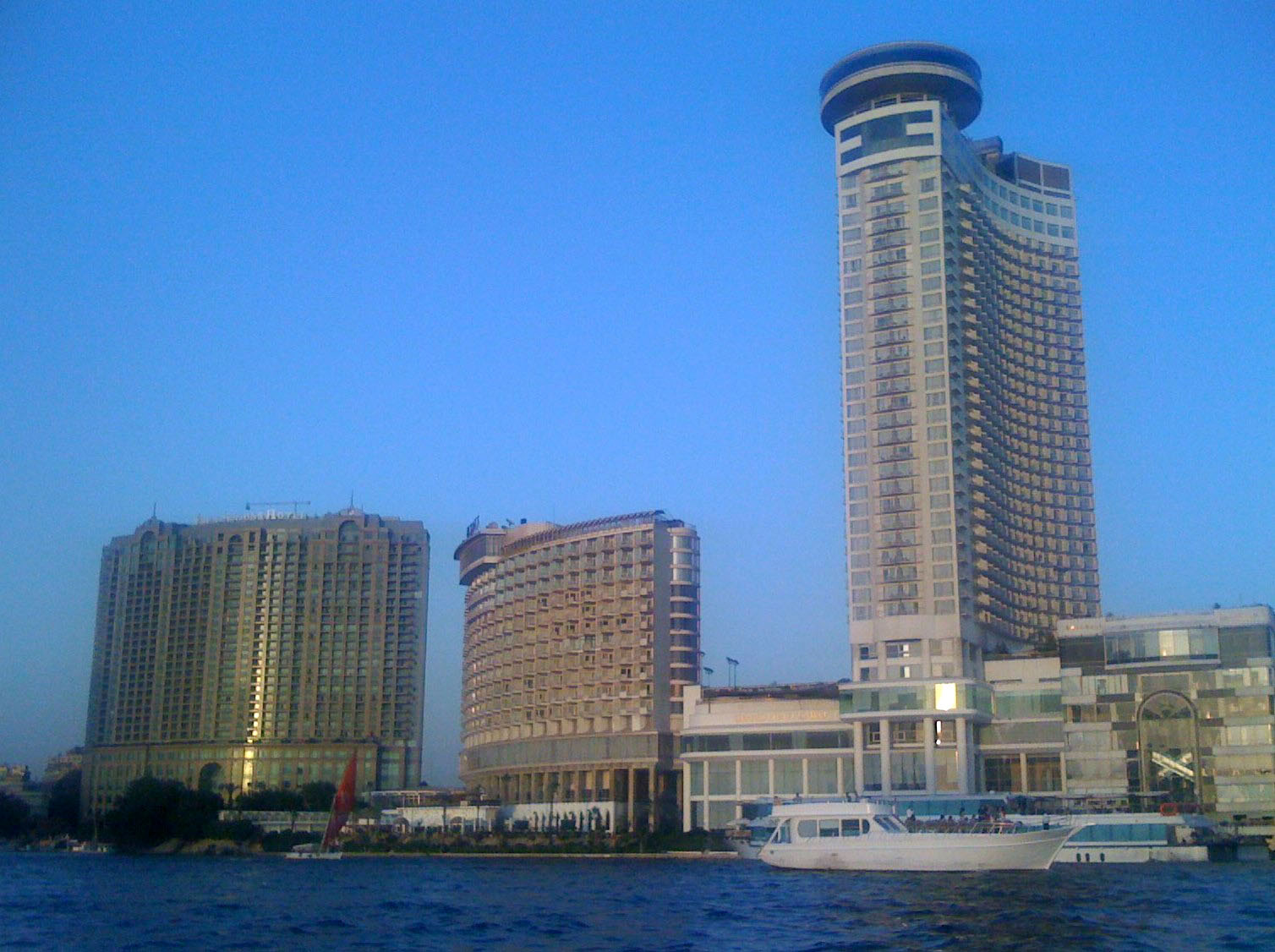
فنادق على كورنيش النيل بجاردن سيتي

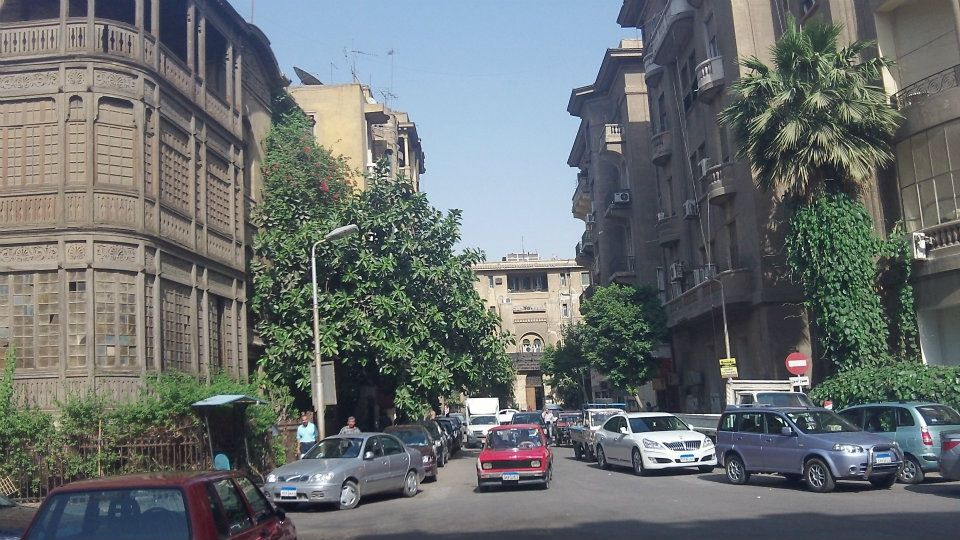
أحد شوارع جاردن سيتي

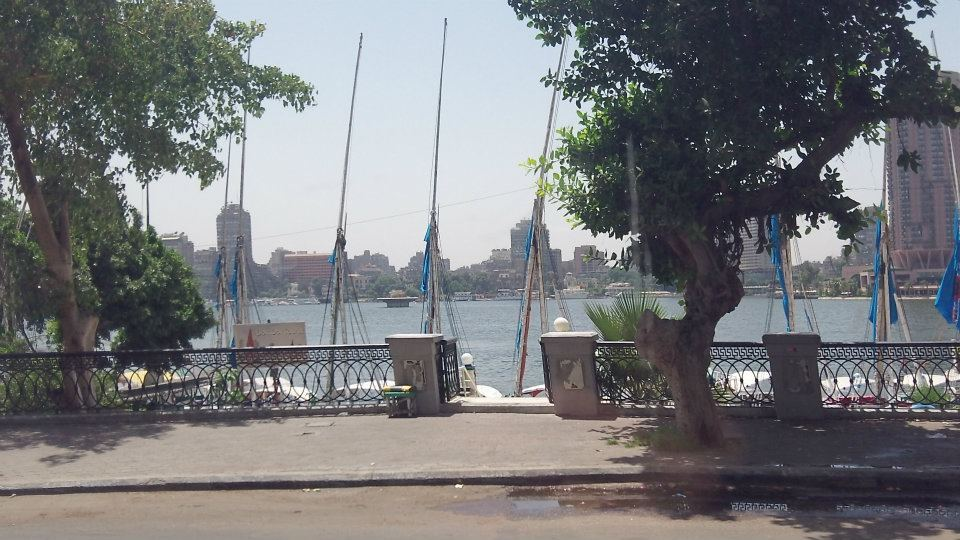
مرسى الفلايك أمام فندق الفور سيزونز

## المعالم
به الهيئة العامة للتنمية الصناعية ووزارة الصناعة المصرية وتجتمع فيه سفارات أجنبية، مثل سفارة الولايات المتحدة وبريطانيا وكندا وغيرهم، كما يقع به مبنى مجلسي الشعب والشورى ومستشفى القصر العيني ونقابة الأطباء وعدد من الصحف والمسارح وكبريات الشركات والبنوك المصرية والأجنبية مثل البنك العربي الأفريقي وسيتي بنك وبنك كريدي أجريكول وبي إن بي باريبا والمصرف المتحد وباركليز وبنك التنمية المصري وبنك الأئتمان الزراعي وغيرها. كما يضم مجموعة نادرة من القصور والفيلات ذات التصميم المعماري الفريد والنادر.

## التاريخ
كان موضع جاردن سيتي موضعاً قديماً مغموراً بمياه النيل فحوّله السلطان الناصر محمد بن قلاوون إلى ميدان سُمي بالميدان الناصري، وغرس فيه الأشجار وافتتحه في سنة 718 هـ / 1318، وكانت تقام بالميدان عروض الخيل التي كان الملك الناصر شغوفاً بتربيتها. يتبع حي جاردن سيتي قسم قصر النيل.

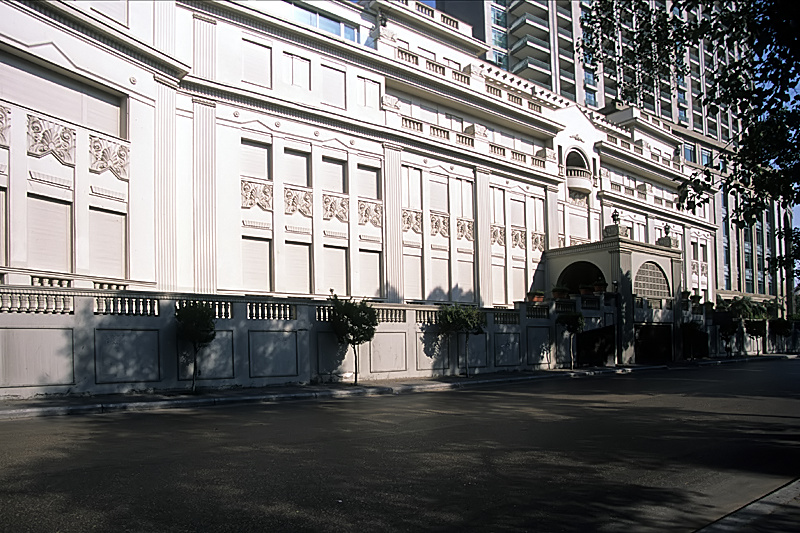
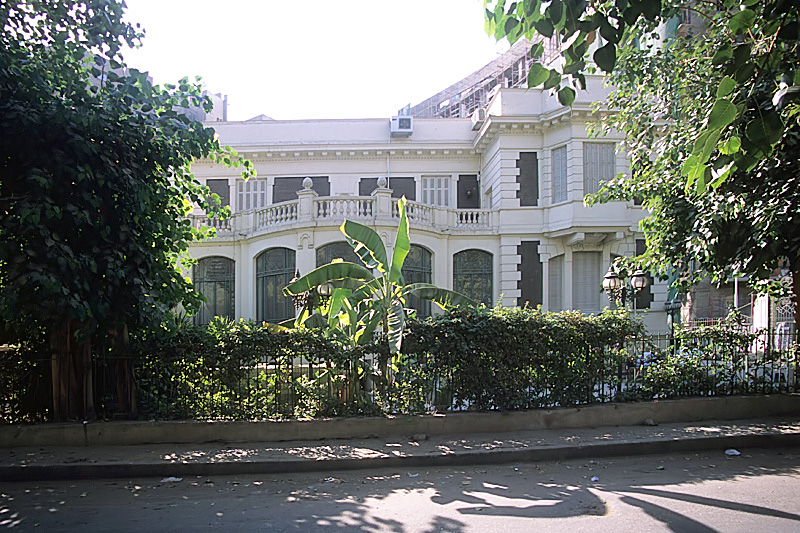
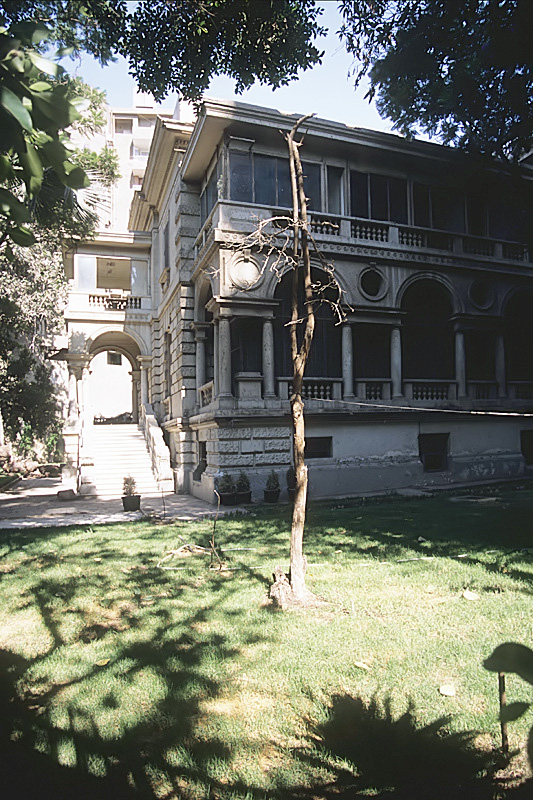
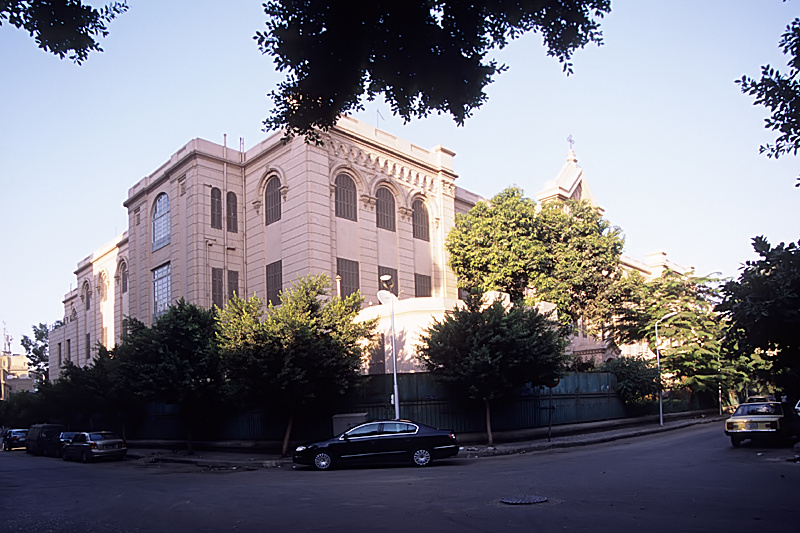
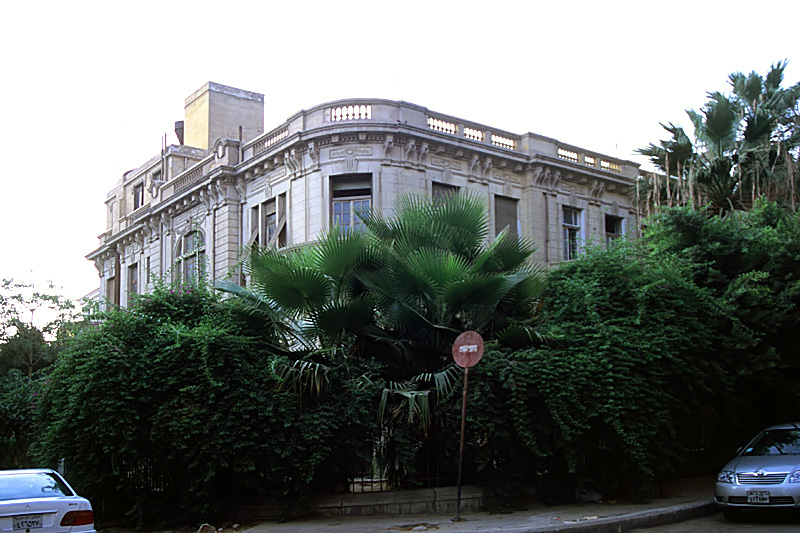
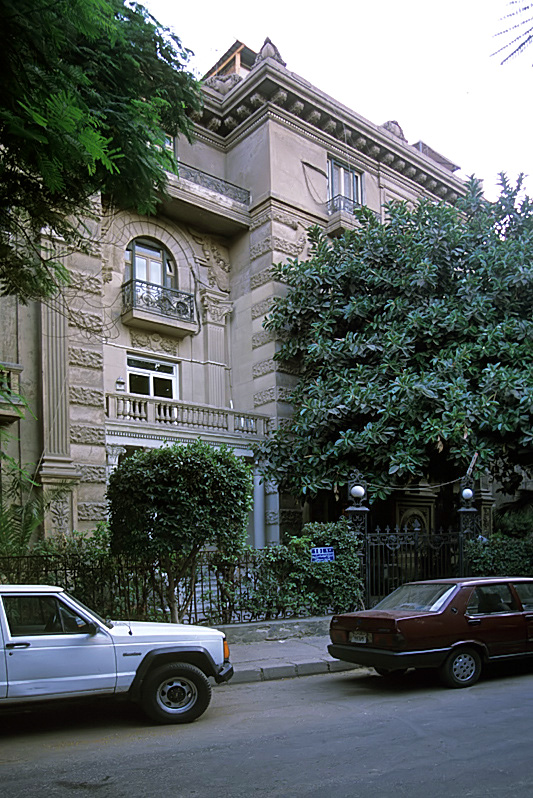
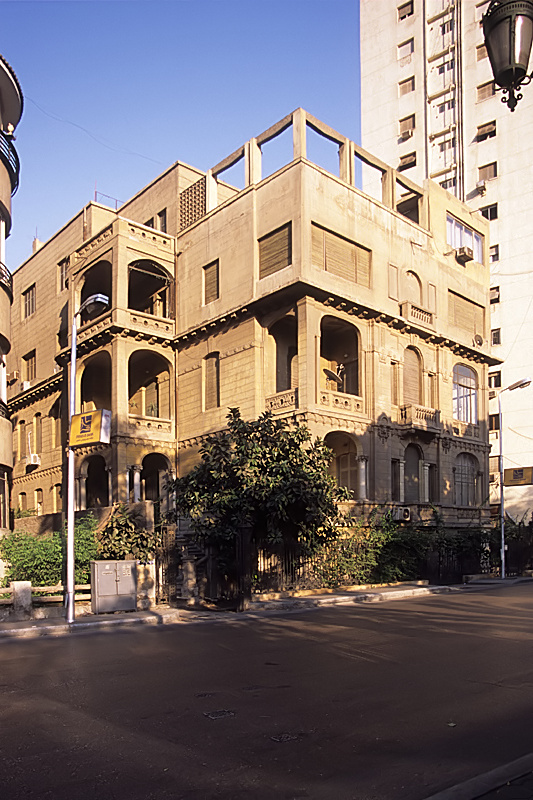
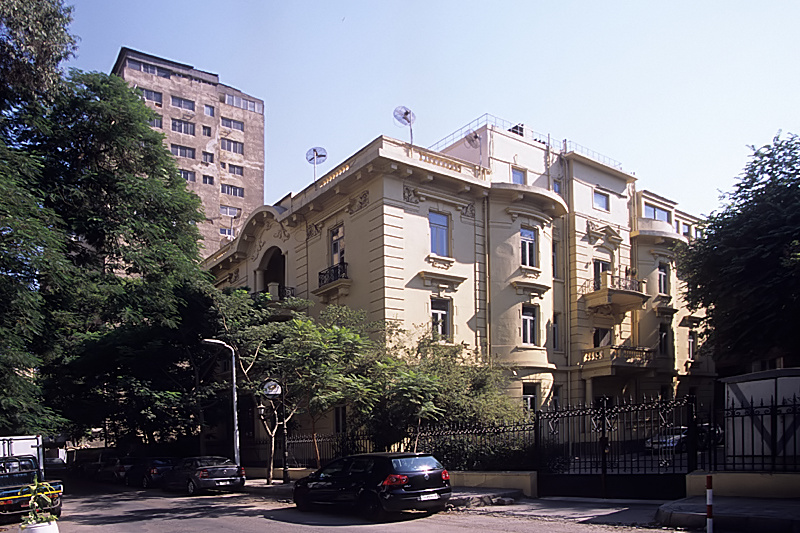
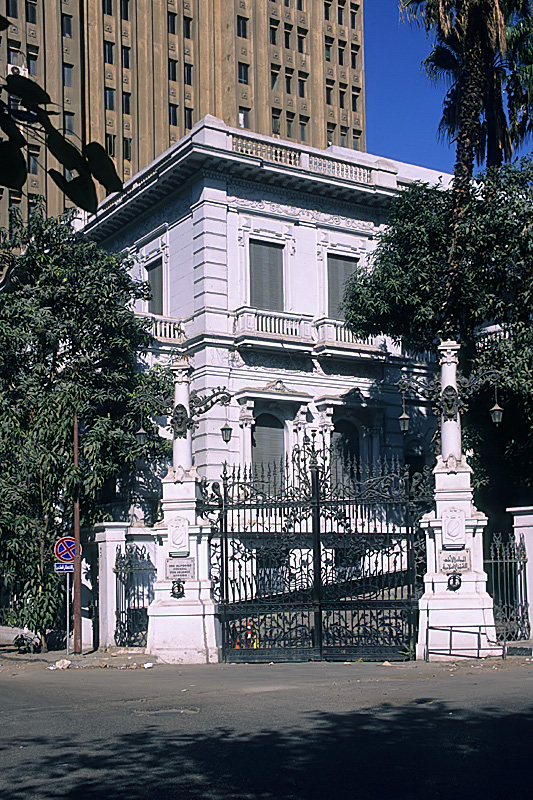
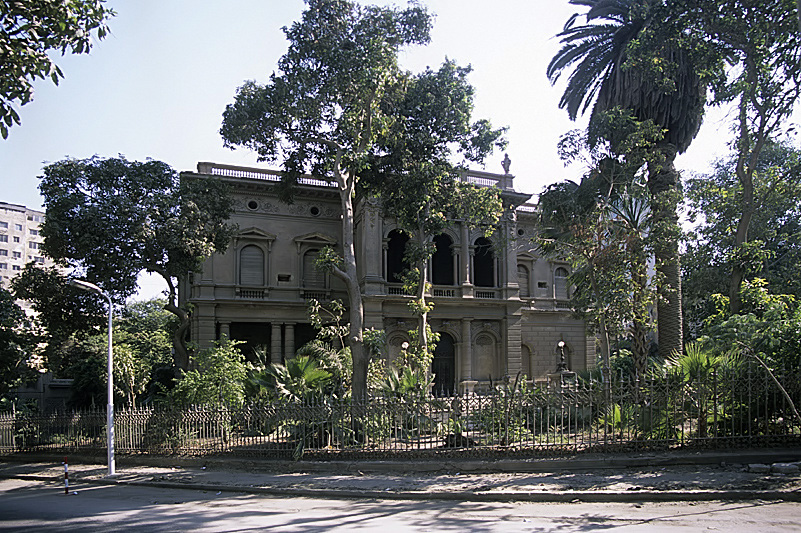
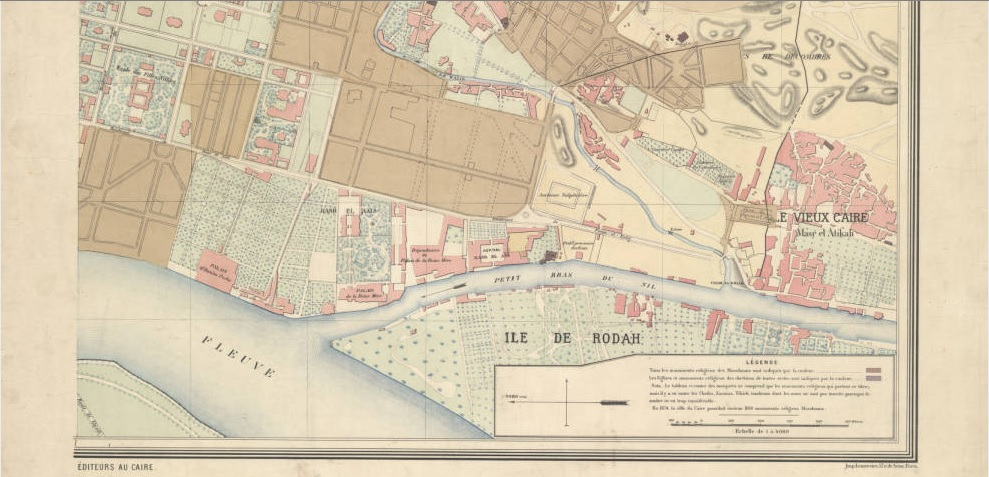